# Nedre Mångtjärnen
Nedre Mångtjärnen är en sjö i Ljusdals kommun i Hälsingland och ingår i Ljusnans huvudavrinningsområde.